# Heistenbach
Heistenbach település Németországban, Rajna-vidék-Pfalz tartományban. Lakosainak száma 1024 fő (2023. december 31.).

## Népesség
A település népességének változása:
| Lakosok száma | 860  | 1047 | 1051 | 1016 | 1019 | 1024 |
|               | 1975 | 2017 | 2019 | 2021 | 2022 | 2023 |